# Дадановка (Башкортостан)
Дада́новка (баш. Дадановка) — деревня в Меселинском сельсовете Аургазинском районе Республики Башкортостан России.
С 2005 современный статус.

## История
Название происходит от фамилии Даданов.
Статус деревня, сельского населённого пункта, посёлок получил согласно Закону Республики Башкортостан от 20 июля 2005 года N 211-з «О внесении изменений в административно-территориальное устройство Республики Башкортостан в связи с образованием, объединением, упразднением и изменением статуса населенных пунктов, переносом административных центров», ст.1:

6. Изменить статус следующих населенных пунктов, установив тип поселения — деревня:

5) в Аургазинском районе:…

о) поселка Дадановка Меселинского сельсовета

## География
Расстояние до:
- районного центра (Толбазы): 26 км,
- центра сельсовета (Месели): 4 км,
- ближайшей железнодорожной станции (Стерлитамак): 33 км.

## Население
| 2002 | 2009 | 2010 |
| ---- | ---- | ---- |
| 76   | ↘60  | ↗67  |

Национальный состав
Согласно переписи 2002 года, преобладающая национальность — чуваши (99 %).

## Известные уроженцы
- Мигул Ишимбай (Николай Демьянович Иванов) (род. 22 мая 1952 года) — чувашский поэт и прозаик, переводчик на чувашский язык, общественный деятель.